# Hywoolla albapex
Hywoolla albapex is een vlinder uit de familie van de spinneruilen (Erebidae). De wetenschappelijke naam van de soort werd voor het eerst geldig gepubliceerd in 1895 door Hampson als Nodaria albapex.